# Reissantia angustipetala
Reissantia angustipetala là một loài thực vật có hoa trong họ Dây gối. Loài này được (H. Perrier) N. Hallé miêu tả khoa học đầu tiên năm 1978.